# Dacus satanas
Dacus satanas är en tvåvingeart som först beskrevs av Erich Martin Hering 1939.  Dacus satanas ingår i släktet Dacus och familjen borrflugor. Inga underarter finns listade i Catalogue of Life.